# Хохлы (посёлок, Курганская область)
Хохлы — посёлок в Шумихинском районе Курганской области. Входит в состав Кушмянского сельсовета.

## История
До 1917 года входил в состав Птиченской волости Челябинского уезда Оренбургской губернии. По данным на 1926 год железнодорожный разъезд 134 км состоял из 3 хозяйств. В административном отношении входил в состав Хохловского сельсовета Шумихинского района Челябинского округа Уральской области.

## Население
| 1989 | 2002 | 2010 |
| ---- | ---- | ---- |
| 9    | ↘4   | →4   |

По данным переписи 1926 года на разъезде проживало 13 человек (6 мужчин и 7 женщин), в том числе: русские составляли 99 % населения.

## Инфраструктура
Существовала улица Железнодорожная, было четыре дома. Действовала железнодорожная станция, выполняющая прием и выдачу повагонных отправок грузов, требующих хранения в крытых складах станций.